# Triptiloides krahmeri
Triptiloides krahmeri là một loài bướm đêm trong họ Geometridae.